# Haystack Rock
Der Haystack Rock ist ein 72 m hoher Monolith an der Küste Oregons im Nordwesten der USA. Der Haystack Rock bekam seinen Namen auf Grund der Ähnlichkeit zu einem Heuhaufen und zählt zu den größten Küstenmonolithen der Erde. 

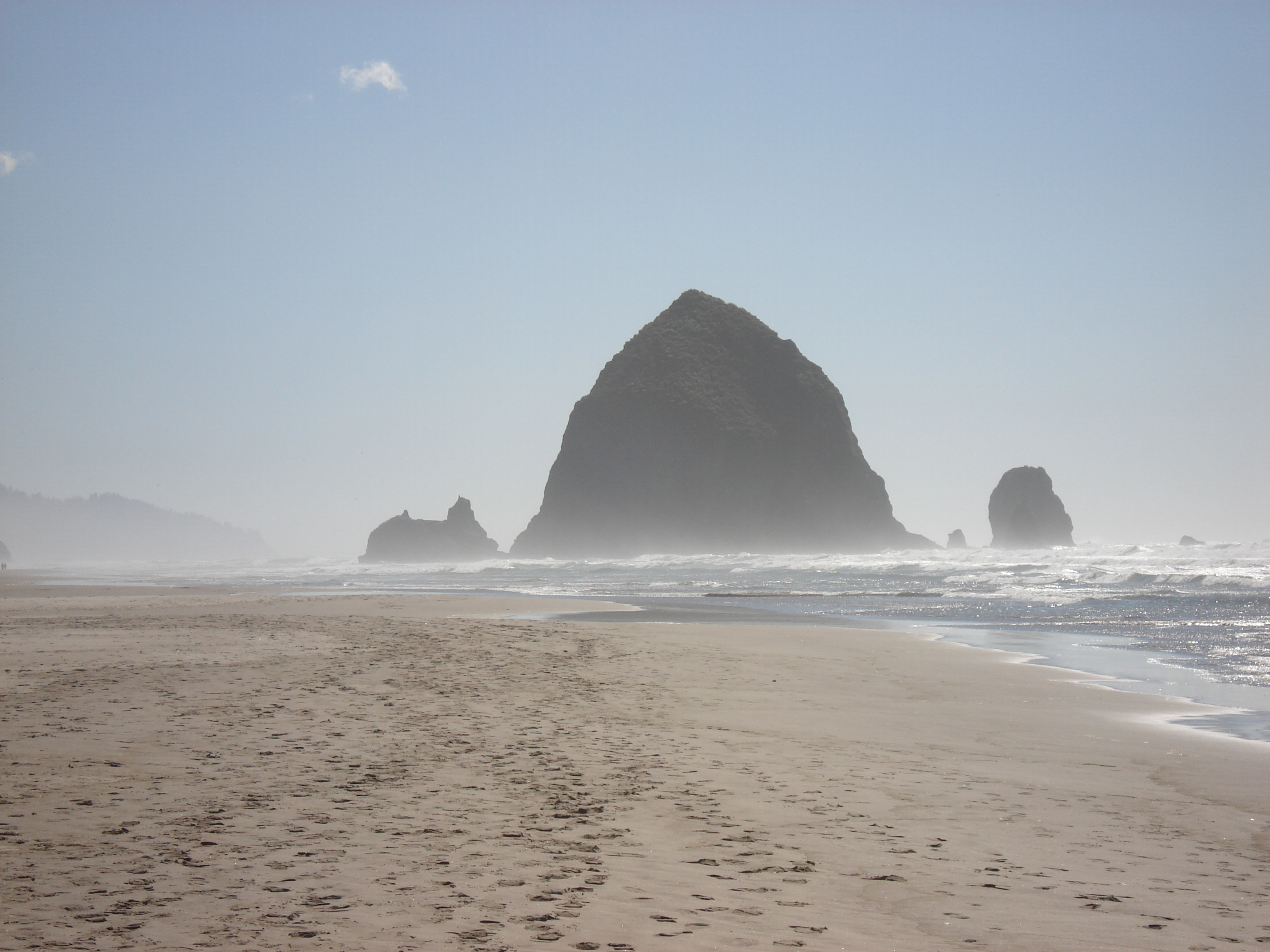
Haystack Rock

Der Haystack Rock liegt am südlichen Ende von Cannon Beach und gehört zum Tolovana Beach State Recreation Site; während Niedrigwasser kann man ihn zu Fuß erreichen. Cannon Beach liegt etwa 130 km (80 mi) nordwestlich von Portland, der größten Stadt Oregons. Cannon Beach und der Haystack Rock zählen zu den beliebtesten Ausflugszielen in Oregon und liegen verkehrsgünstig am U.S. Highway 101. Der von vielen Seevögeln und Fischen als Brut- und Nistplatz genutzte Haystack Rock steht unter Naturschutz und besteht hauptsächlich aus Basalt und Lavagestein.
Der Monolith diente dem Film Die Goonies als Kulisse. Der Monolith ist auch im Hintergrund des Films Kindergarten Cop zu sehen.